# Yepcalphis suffusa
Yepcalphis suffusa är en fjärilsart som beskrevs av W. Warren 1913. Yepcalphis suffusa ingår i släktet Yepcalphis och familjen nattflyn. Inga underarter finns listade i Catalogue of Life.